# سوزان لاكاسي
سوزان لاكاسي (من مواليد 22 سبتمبر 1948، كيبيك، كندا) هي مهندسة مدنية كندية. حصلت على الدكتوراه عام 1976، وحصلت على وسام كندا.

## حياتها
من عام 1991 حتى عام 2011، كانت المديرة الإدارية للمعهد الجيولوجي النرويجي. 

في عام 2001، تم انتخابها للأكاديمية الوطنية للهندسة.  كانت محاضرة رانكين لعام 2015،  وحصلت على الدكتوراه الفخرية من الجامعة النرويجية للعلوم والتكنولوجيا ومن جامعة دندي. 